# Житня Людмила Миколаївна
Житня Людмила Миколаївна (нар. 16 лютого 1953 року, Велика Виска) — українська письменниця, прозаїк, публіцист, есеїст. Член Національної спілки письменників України. Лауреат мистецько-літературної премії ім. Олександра Білаша. За фахом лікар-гінеколог.

## Біографія
Народилася в селі Велика Виска на Кіровоградщині. Походить із творчої родини: батько — Житній М. С. — журналіст, брат Тендюк Леонід Михайлович — поет, письменник-мариніст.
Закінчила Запорізький медичний інститут. За фахом — лікар-гінеколог. Працювала в Алжирі. Нині[коли?] живе і працює в Києві.
Шеф-редактор видавництва «Stella Grand» (укр. Велика зірка) — дороговказШаблон:Стиль? як на морі, так і на суші. Видавництво названо на честь брата письменника-мариніста Леоніда Тендюка.
Займається благодійною діяльністю[джерело?]. Віце-президент міжнародної волонтерської організації «Крила». Координатор роботи в Україні від французької благодійної асоціації «Привіт дітям Чорнобиля».
Володіє французькою мовою. Багато[скільки?] подорожує: Франція, Германія, Швейцарія, Італія. Подорожі пов'язані з благодійною діяльністю[джерело?].
Має доньку — Житня Інга Вікторівна, 1981 року народження. Донька працює в українському кінематографі[джерело?] художницею-постановницею.
Двоє онуків: Серафима, Герман.

## Літературна діяльність
Літературною діяльністю займається з 2009 року. Із творчої родини: Батько Житній Микола Степанович — журналіст, член Національної спілки журналістів України.
Брат — Тендюк Леонід Михайлович — поет, письменник-мариніст. Лауреат літературних премій імені Лесі Українки та імені Володимира Сосюри.
Пише українською мовою. Авторка книг:
- «Поезії моєї юності» (із старого зошита). Поезії. Українська мова. 100 с. Видавництво «Стелла-Гранд». 2009 р.
- «Леонід Тендюк — Серце, сповнене сонця». Художньо-публіцистичний твір. Українська мова. 102с. Видавництво «Стелла-Гранд». 2011 р.
- «Людина-оркестр». Художньо-публіцистичний твір. Українська мова. 470с. Видавництво «Стелла-Гранд». 2017 р.
- «ЧОРНОБИЛЬ-ОЧИМА ЖІНОК».    Художньо-публіцистичний твір. Українська мова. 610 ст. 2020 р.

## Видавнича діяльність
Видавництво «Стелла-Гранд» (з ісп. Stella Grand — Велика Зірка), зареєстроване 28 грудня 2010 року, — дороговказ[ненейтрально] як на суші, так і в морі, Назване видавництво на честь Леоніда Тендюка — письменника-мариніста, лауреата літературних премій Володимира Сосюри та Лесі Українки.

## Книги

### Видані
- «МІЙ СТЕПОВИЙ КРАЙ СМІЄТЬСЯ» Микола Житній. Гуморески. Українська мова. 130 с. Видавництво «Стелла-Гранд». 2010 р.
- «ПОЕЗІЇ МОЄЇ ЮНОСТІ» (ІЗ СТАРОГО ЗОШИТА). Людмила Житня. Поезії. Українська мова. 100 с. Видавництво «Стелла-Гранд». 2010 р.
- «ЛЕОНІД ТЕНДЮК — СЕРЦЕ СПОВНЕНЕ СОНЦЯ». Людмила Житня. Художньо-публіцистичний твір. Українська мова. 102с. Видавництво «Стелла-Гранд». 2011 р.
- «ХИМЕНІ КУРИ». Леонід Тендюк. Літературно-художнє видання. Гумористичні поезії. Українська мова. 100 с. Видавництво «Стелла- Гранд».  2011 р.
- «ВІТРИЛА». Літературний альманах «Світ очима дітей». Поезії дітей Слов'янської гімназії. Упорядник Василь Мушуренко. Українська мова. 104 с. Видавництво «Стелла Гранд». 2011 р.
- «ПОВНОТА ЛЮБОВІ». Володимир Калашников. Літературно-публіцистичний твір. Українська мова. 250 с. Видавництво «Стелла- Гранд». 2012 р.
- «ІНГА ЖИТНЯ — УКРАЇНСЬКА ХУДОЖНИЦЯ». Мистецький-альманах. Упорядник Людмила Житня. Українська мова. 153 с. Видавництво «Стелла — Гранд». 2016 р.
- «ЛЮДИНА-ОРКЕСТР». Людмила Житня. Художньо-публіцистичний твір. Українська мова. 470 с. Видавництво «Стелла-Гранд». Друк Грета. 2017 р.
- «ЧОРНОБИЛЬ ОЧИМА ЖІНОК». Людмила Житня. Літературно-публіцистичне видання. Українська мова. 607 с. Видавництво «Стелла- Гранд». 2020 р.

### Готуються до друку
- «Люди мого степового краю». Людмила Житня. Книга про рідний край та його прекрасних людей. Простір — степовий край Кіровоградщини. Період — 50- 80 роки ХХ ст. Книга складається з двох розділів:
  1. «Моя родина зі степового краю».
  2. «Компаніївщина та люд її славний».
- «Україна — Франція». Людмила Житня. Книга про споконвічні зв'язки двох країн, починаючи з XI ст. (з часів української принцеси Анни Ярославни — королеви Франції), в контексті з сучасністю, в переплетінні доріг, що пов'язані співпрацею двох благодійних асоціацій: Міжнародної благодійної волонтерської організації «Крила» (Україна) та асоціації «Привіт дітям Чорнобиля»(Франція). Чорнобильська тема хвилює, не залишає байдужими. Допомога Франції дітям, які постраждали внаслідок Чорнобильської катастрофи, буде оприлюднена на сторінках цієї книги.

## Благодійна діяльність
Житня Людмила Миколаївна — віце-президент міжнародної благодійної волонтерської організації «Крила», яка була створена у 2008 році. Президентом є Токар Ярослава Сергіївна.
Людмила Миколаївна протягом майже двадцяти років співпрацювала з французькою благодійною організацією «Привіт дітям Чорнобиля», яка після Чорнобильської катастрофи допомагала дітям України, що проживали в зоні катастрофи. Спочатку працювала як лікар, перекладач, а потім стала координатором роботи на Україні від французької асоціації «Привіт дітям Чорнобиля».
Багато років супроводжувала діток на відпочинок до Франції. Співпрацювала з асоціацією до 2016 року.
Нині допомагає в роботі президенту волонтерського об'єднання «Крила».